# Sōryū (porta-aviões)
O Sōryū (蒼龍) foi um porta-aviões operado pela Marinha Imperial Japonesa. Sua construção começou em novembro de 1934 no Arsenal Naval de Kure e foi lançado ao mar em dezembro do ano seguinte, sendo comissionado na frota japonesa no final de dezembro de 1937. Ele era capaz de transportar mais de setenta aeronaves, era armado com uma bateria antiaérea composta por doze canhões de 127 milímetros e 28 canhões de 25 milímetros, tinha um deslocamento normal de quase dezenove mil toneladas e conseguia alcançar uma velocidade máxima de 34 nós.
O Sōryū deu apoio para operações na Segunda Guerra Sino-Japonesa no final de 1938. Na Segunda Guerra Mundial, ele apoiou a invasão da Indochina Francesa em setembro de 1941 e participou do Ataque a Pearl Harbor e da Batalha da Ilha Wake em dezembro, enquanto no ano seguinte se envolveu no Bombardeio de Darwin e da conquista das Índias Orientais Holandesas em fevereiro e de um ataque no Oceano Índico entre março e abril. O Sōryū participou em junho da Batalha de Midway, quando foi afundado depois de ser danificado por ataques aéreos norte-americanos.

## Características
O Sōryū foi um de dois grandes porta-aviões aprovados para construção sob o Programa Suplementar de 1931–32 da Marinha Imperial Japonesa. Diferentemente dos dois porta-aviões de grande porte japoneses anteriores, o Akagi e o Kaga, que foram conversões de um cruzador de batalha e couraçado, respectivamente, o Sōryū foi projetado desde o princípio como um porta-aviões e incorporou aprendizados adquiridos com o porta-aviões rápido Ryūjō.
Tinha  227,5 metros de comprimento de fora a fora, 21,3 metros de boca e 7,6 metros de calado. Seu deslocamento padrão era de 16,2 mil toneladas e o deslocamento normal de 19,1 mil toneladas. A tripulação tinha 1,1 mil oficiais e marinheiros. Sua blindagem era mínima a fim de economizar peso, tendo um cinturão principal de 41 milímetros de espessura feito de aço e que protegia suas salas de máquinas e depósitos de munição. Atrás havia uma antepara para deter estilhaços. O convés tinha 25 milímetros de espessura sobre as salas de máquinas e 55 milímetros sobre os depósitos de munição e tanques de combustível de avião.

### Propulsão
O Sōryū foi equipado com quatro conjuntos de turbinas a vapor que produziam um total de 152 mil cavalos-vapor (112 mil quilowatts) de potência, cada uma girando uma hélice. O vapor provinha de oito caldeiras Kampon a óleo combustível. As turbinas e as caldeiras eram as mesmas que tinham sido usadas nos cruzadores pesados da Classe Mogami. Seu poderoso sistema de propulsão, mais casco fino semelhante a de um cruzador com uma razão de comprimento-boca de 10:1, lhe deu uma velocidade máxima de 34,5 nós (63,9 quilômetros por hora), fazendo do navio o porta-aviões mais rápido do mundo até então. A embarcação podia carregar 3 710 toneladas de óleo combustível, o que lhe dava uma autonomia de 7 750 milhas náuticas (14 350 quilômetros) a uma velocidade de dezoito nós (33 quilômetros por hora). As tubulações ascendentes das caldeiras foram entroncadas juntas para estibordo do navio à meia-nau e despejadas abaixo do convés de voo por meio de duas chaminés curvadas em direção ao mar.

### Convés e hangares

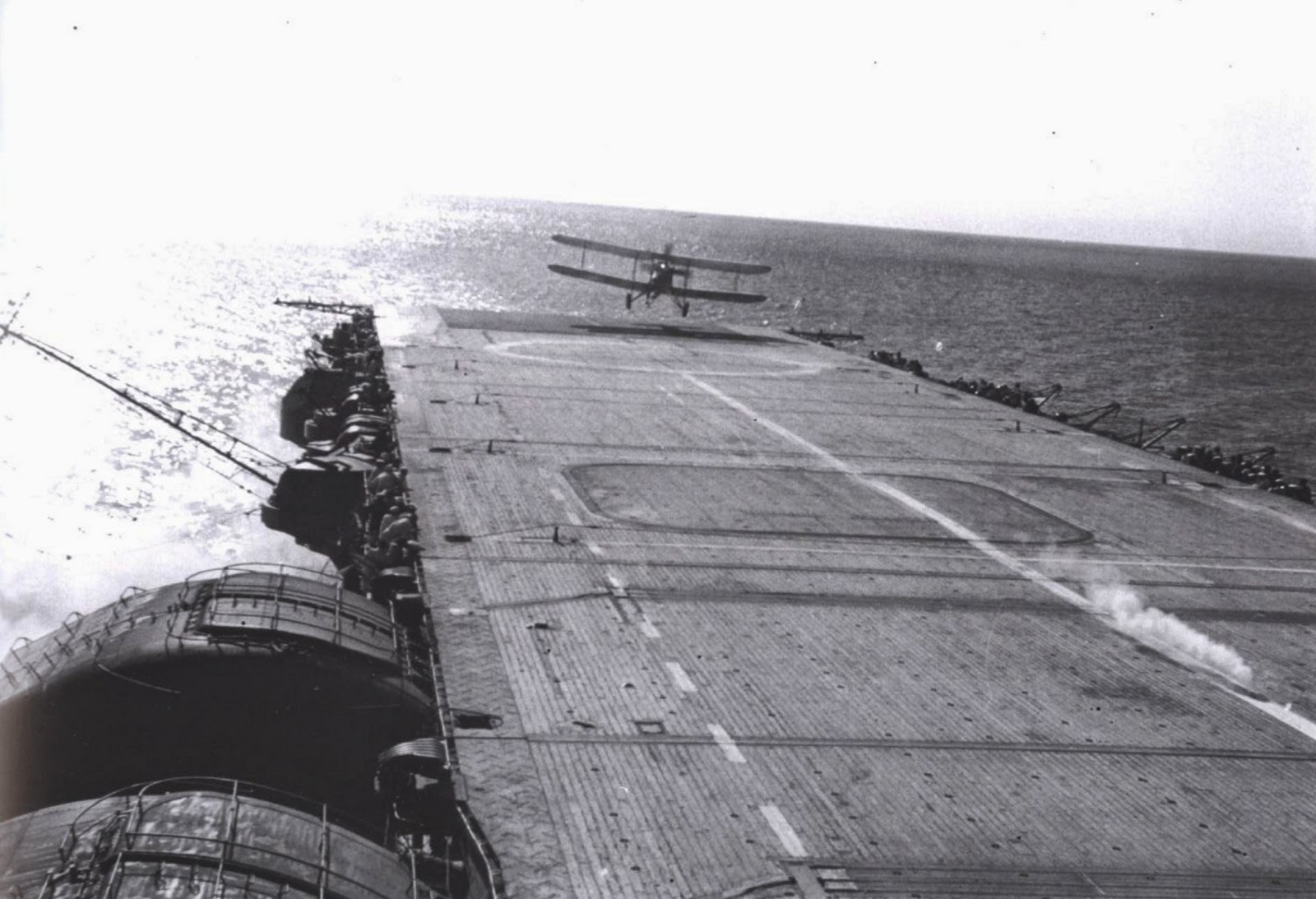
Um torpedeiro Kugisho B3Y pousando no Sōryū durante os testes marítimos deste, dezembro de 1937

O convés de voo do Sōryū tinha 216,9 metros de comprimento e 26 metros de largura e estendia-se sobre e além de seu casco nas duas extremidades, sendo apoiado por pilares na proa e popa. Sua superestrutura foi construída no lado estibordo em uma extensão que se projetava na lateral do casco para que assim não invadisse a largura do convés de voo. Nove cabos de detenção foram instalados e podiam parar uma aeronave de até seis toneladas. O convés de voo ficava apenas 12,8 metros acima da linha d'água e os projetistas mantiveram essa distância baixa ao reduzirem a altura dos dois hangares. O hangar superior tinha 171,3 metros de comprimento por 18,3 de largura, com uma altura aproximada de 4,6 metros. O hangar inferior tinha 143,3 por 18,3 metros com uma altura aproximada de 4,3 metros. Juntos tinham uma área de 5,7 mil metros quadrados. Esse espaço causava problemas no manuseio de aeronaves, pois as asas de um torpedeiro Nakajima B5N não podiam ser estendidas ou dobradas no hangar superior.
As aeronaves eram transferidas dos hangares para o convés de voo por meio de três elevadores, o dianteiro ao lado da superestrutura na linha central da embarcação e os outros dois atrás deslocados para estibordo. A plataforma dianteira tinha dezesseis por 11,5 metros, a do meio 11,5 por doze metros e a de ré 11,8 por dez metros. Os elevadores eram capazes de transportar aeronaves de até cinco toneladas. O Sōryū podia carregar um total de 570 mil litros de combustível de avião para seu grupo aéreo planejado de 63 aeronaves mais nove sobressalentes.

### Armamento
O principal armamento antiaéreo do Sōryū consistia em doze canhões de duplo-propósito Tipo 89 calibre 40 de 127 milímetros. Estes foram arranjados em montagens duplas instaladas em plataformas projetadas da lateral do casco, três em cada lado da embarcação. Estas armas tinham um alcance máximo de 14,7 quilômetros e uma altura máxima de disparo de 9,44 quilômetros a uma elevação de noventa graus. Sua cadência de tiro máxima era de catorze disparos por minuto, porém sua cadência de tiro sustentada era de aproximadamente oito disparos por minuto. O navio era equipado com dois diretórios de controle de disparo Tipo 94 a fim de controlar os canhões de 127 milímetros, um para cada cada lado, porém o diretório de estibordo, que foi instalado no alto da superestrutura, não conseguia controlar todas as armas de seu lado.
O armamento antiaéreo leve tinha 28 canhões Tipo 96 de 25 milímetros, produção licenciada da Hotchkiss, em catorze montagens duplas. Três destas montagens ficavam em uma plataforma logo abaixo da extremidade dianteira do convés de voo, enquanto o resto ficava nas laterais do casco. Esta era a arma antiaérea leve padrão japonesa durante a Segunda Guerra Mundial, porém ela sofria de sérios problemas de projeto que a deixavam praticamente ineficiente. Segundo o historiador Mark Stille, a arma tinha muitas falhas incluindo a incapacidade de "lidar com alvos em alta velocidade porque não podiam virar e elevar rápido o bastante manualmente ou por energia, suas miras eram inadequadas para alvos de alta velocidade, possuía uma vibração e choque de disparo excessivos". Os canhões tinham um alcance efetivo de 1,5 a três quilômetros e um teto efetivo de 5,5 quilômetros a uma elevação de 85 graus. Sua cadência de tiro efetiva máxima era de 110 a 120 disparos por minuto por causa da frequente necessidade de trocar os cartuchos de munição, que tinham apenas quinze projéteis cada. As armas Tipo 96 eram controladas por cinco diretórios Tipo 95, dois em cada lateral e um na proa.

## História

### Início de serviço

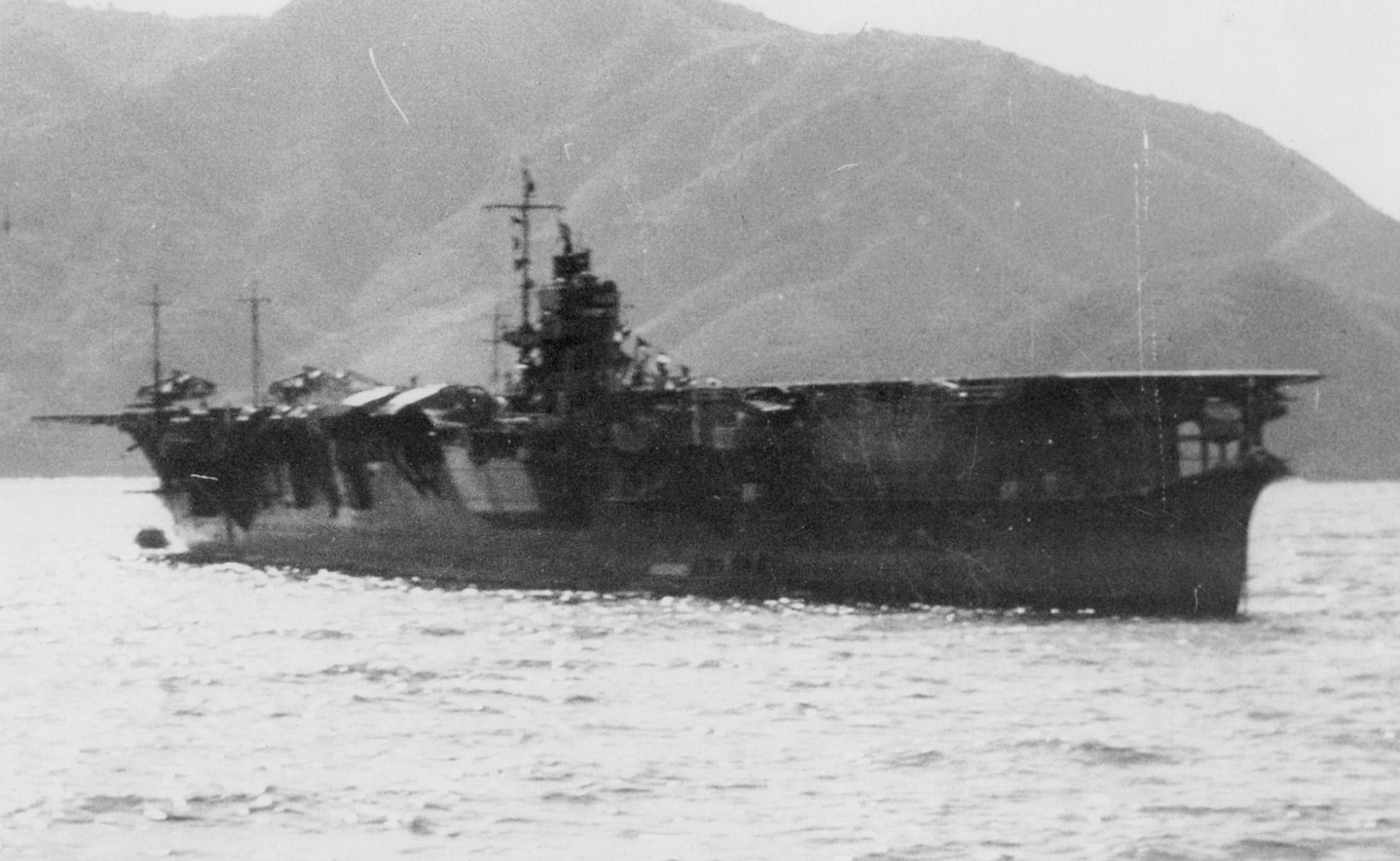
O Sōryū c. 1941

O batimento de quilha do Sōryū ocorreu em 20 de novembro de 1934 no Arsenal Naval de Kure, sendo lançado ao mar em 23 de dezembro de 1935 e comissionado em 29 de dezembro de 1939. Foi nomeado de "Dragão Azul" ou "Dragão Verde" seguindo convenções de nomeação da Marinha Imperial Japonesa. Ele foi designado para a Segunda Divisão de Porta-Aviões logo depois de entrar em serviço. Seu grupo aéreo inicialmente seria composto por dezoito caças Mitsubishi A5M, 27 bombardeiros de mergulho Aichi D1A e doze torpedeiros Yokosuka B4Y, porém os A5M estavam em escassez e assim o Sōryū recebeu aviões Nakajima A4N.
Nove A4N, dezoito D1A2 e nove B4Y foram transferidos em 25 de abril de 1938 para uma base terrestre na cidade chinesa de Nanquim a fim de apoiar forças japonesas que estavam avançando pelo rio Yangtzé, na Segunda Guerra Sino-Japonesa. O grupo aéreo avançou junto com a ofensiva japonesa, mesmo enfrentando resistência da Força Aérea Chinesa e do Grupo Voluntário Soviético. Foi transferido para Wuhu no início de junho e depois para Anqing. Pouco se sabe sobre suas operações no local, porém sua principal função nessa época era defesa aérea. Um dos pilotos de caça do grupo foi morto depois de abater uma aeronave chinesa. O grupo aéreo retornou para o Sōryū em 10 de julho, deixando para trás alguns caças e seus pilotos para servirem como o núcleo de uma nova unidade de combate. O navio apoiou operações em Cantão em setembro, mas seus aviões não participaram de combates. A embarcação voltou para o Japão em dezembro e passou a maior parte do ano e meio seguinte realizando treinamentos.
O Sōryū ficou baseado na ilha Ainão entre setembro e outubro de 1940 a fim de apoiar a invasão japonesa da Indochina Francesa. O porta-aviões foi para a ilha de Formosa em fevereiro de 1941 com o objetivo de reforçar um bloqueio naval do sul da China. A Segunda Divisão de Porta-Aviões foi designada dois meses depois, em 10 de abril, para integrar a 1ª Frota Aérea. O grupo aéreo do navio foi destacado em meados de julho e transferidos para Ainão para apoiarem a ocupação do sul da Indochina. O Sōryū voltou para o Japão em 7 de agosto e se tornou a capitânia da Segunda Divisão de Porta-Aviões, mas foi liberado dessa função em 22 de setembro para que pudesse passar por uma pequena reforma, que foi terminada em 24 de outubro. A embarcação chegou em Kagoshima dois dias depois e retomou sua função de capitânia.

### Pearl Harbor

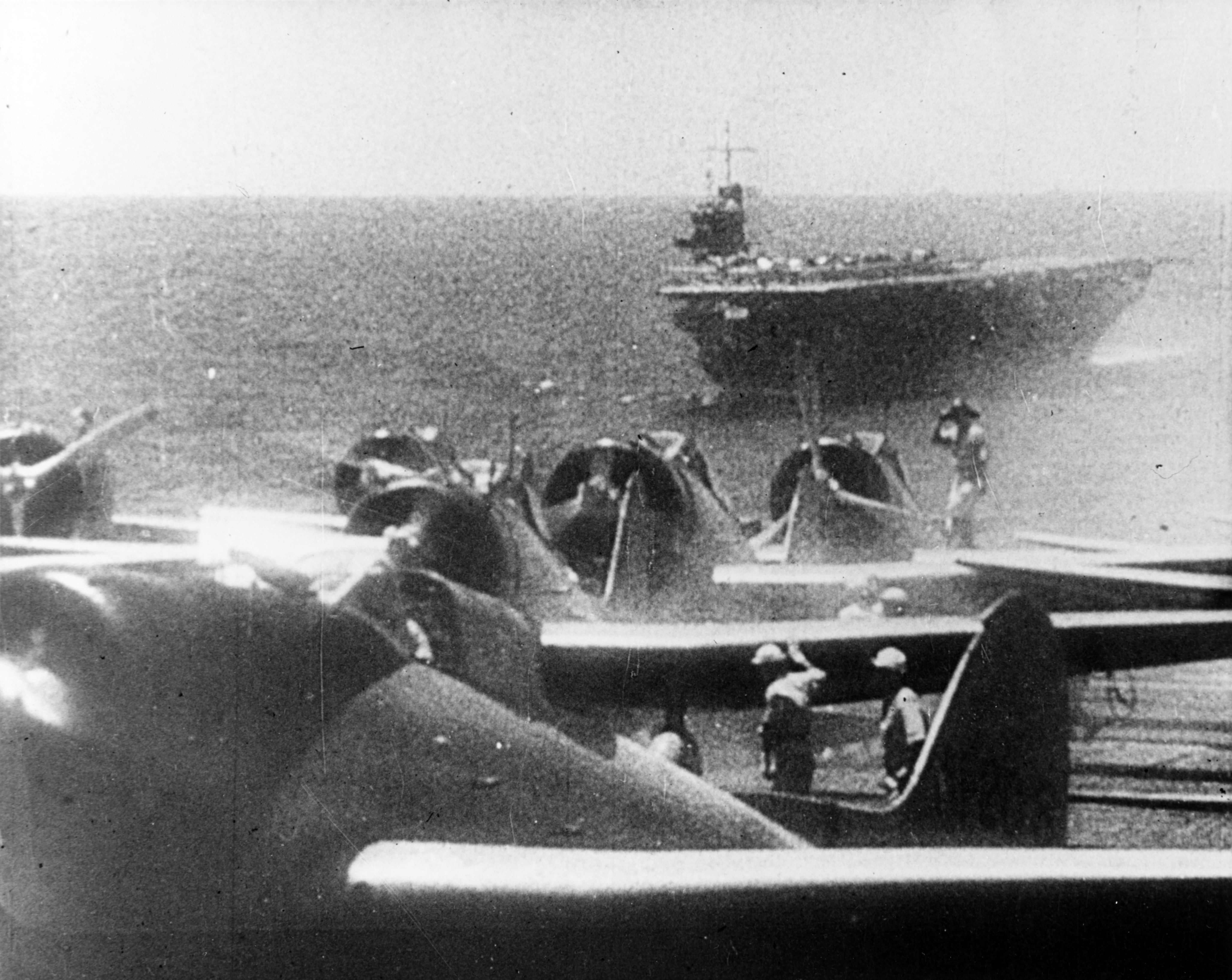
O Sōryū, visto de outro porta-aviões, pouco antes do lançamento do Ataque a Pearl Harbor, 7 de dezembro de 1941

A Frota Combinada, da qual a 1ª Frota Aérea fazia parte, preparou-se em novembro de 1941 para a entrada do Japão na Segunda Guerra Mundial com um ataque preventivo contra a Frota do Pacífico dos Estados Unidos em sua base em Pearl Harbor, no Havaí. O Sōryū, comandado pelo capitão Ryusaku Yanagimoto, junto com o resto da 1ª Frota Aérea sob o comando do vice-almirante Chūichi Nagumo, formada por seis porta-aviões da Primeira, Segunda e Quinta Divisões de Porta-Aviões, se reuniram em 22 de novembro na Baía de Hitokappu na ilha de Etorofu. Eles partiram quatro dias depois, seguindo um curso atravessando o centro-norte do Oceano Pacífico a fim de evitar rotas comerciais. O Sōryū embarcou 21 caças Mitsubishi A6M Zero, dezoito bombardeiros de mergulho Aichi D3A e dezoito torpedeiros Nakajima B5N. Os porta-aviões se posicionaram a 230 milhas náuticas (430 quilômetros) ao norte da ilha de Oahu e lançaram duas ondas de ataque contra Pearl Harbor na manhã de 7 de dezembro de 1941.
Na primeira onda, oito dos B5N do Sōryū deveriam atacar os porta-aviões que normalmente ficavam atracados no noroeste da Ilha Ford, porém estes não estavam presentes; seis aeronaves acabaram atacando as embarcações que estavam no local, torpedeando o navio-alvo USS Utah, fazendo-o emborcar, além do cruzador rápido USS Raleigh, danificando-o. Os outros dois B5N desviaram para seus alvos secundários, que eram embarcações atracadas em um cais próximo, onde a capitânia normalmente ficava. Este couraçado estava em uma doca seca e sua posição estava ocupada pelo cruzador rápido USS Helena e pelo lança-minas USS Oglala. Um torpedo passou por baixo do Oglala e acertou o Helena em uma de suas salas de máquinas. O outro torpedeiro rejeitou esses alvos e atacou o couraçado USS California. Os outros dez B5N do Sōryū deveriam jogar bombas perfurantes de oitocentos quilogramas nos couraçados atracados no lado sudoeste da Ilha Ford, com eles tendo conseguido um ou dois acertos. Oito de seus Zero metralharam aeronaves estacionadas Estação Aérea Ewa do Corpo de Fuzileiros Navais, afirmando terem destruído 27 aviões e abatido mais cinco.
A segunda onda do Sōryū era formada por nove Zero e dezessete D3A. Os primeiros atacaram Estação Aeronaval da Baía de Kaneohe, com uma aeronave tendo sido abatida por disparos antiaéreos. Um dos pilotos de Zero afirmou ter abatido dois aviões norte-americanos no caminho de volta, enquanto duas aeronaves japonesas foram perdidas. Os D3A atacaram vários navios em Pearl Harbor, mas não é possível identificar quais aeronaves atacaram quais embarcações. Duas delas foram abatidas no ataque.

### Outras ações
No caminho de volta, Nagumo ordenou que o Sōryū e o Hiryū fossem destacados para atacarem os defensores da Ilha Wake, que derrotaram o primeiro ataque japonês dias antes. Os dois porta-aviões aproximaram-se em 21 de dezembro e lançaram 29 D3A, dois B5N e dezoito Zero a fim de atacarem alvos em terra. Eles não encontraram oposição aérea e 35 B5N e seis Zero foram lançados no dia seguinte. As aeronaves interceptaram os dois caças Grumman F4F Wildcat sobreviventes do Esquadrão Aéreo de Caças 211. Os Wildcat abateram dois B5N antes de serem destruídos pelos Zero. A guarnição de Wake se rendeu um dia depois do desembarque das forças japonesas.
Os dois porta-aviões voltaram para Kure em 29 de dezembro. Eles foram designados para a Força Sul em 8 de janeiro de 1942 e partiram quatro dias depois para as Índias Orientais Holandesas. Os navios apoiaram a invasão das Ilhas Palau e a Batalha de Amboina, atacando posições Aliadas em 23 de janeiro com 44 aeronaves. As embarcações destacaram dezoito Zero e nove D3A quatro dias depois a fim de operarem de bases terrestres em apoio a operações japonesas na Batalha de Bornéu. Essas aeronaves destruíram dois aviões em solo em 30 de janeiro e abateram um hidroavião Short Empire da Qantas, que estava viajando para Surabaia a fim de pegar refugiados.
O Sōryū e o Hiryū chegaram em Palau em 28 de janeiro e esperaram pela chegada do Akagi e Kaga. Todos os quatro porta-aviões deixaram Palau em 15 de fevereiro e lançaram ataques aéreos contra Darwin, na Austrália, quatro dias depois. O Sōryū contribuiu com dezoito B5N e dezoito D3A para o ataque, enquanto nove Zero ficaram em patrulha de combate aéreo sobre os navios. Suas aeronaves atacaram instalações portuárias e embarcações atracadas, afundando ou incendiando oito navios e fazendo com que outros três encalhassem para não afundarem. Os Zero abateram um único hidroavião Consolidated PBY Catalina; um D3A foi perdido. As aeronaves japonesas avistaram um navio enquanto voltavam para os porta-aviões, porém tinham gastado todas as suas munições e precisaram ser rearmados, então acertando-o cinco vezes, porém não o afundaram.
Os porta-aviões partiram para a Baía de Staring nas ilhas Celebes, chegando em 21 de fevereiro para reabastecerem e descansarem por quatro dias antes de seguirem para a invasão de Java. Os D3A do Sōryū danificaram seriamente o contratorpedeiro norte-americano USS Edsall em 1º de março, com este tendo depois sido afundado por couraçados japoneses. Mais tarde no mesmo dia os bombardeiros de mergulho afundaram o navio-petroleiro norte-americano USS Pecos. Os quatro porta-aviões lançaram 180 aeronaves contra Tjilatjep em 5 de março, afundando cinco embarcações menores, danificando outras nove seriamente o bastante para que fossem deliberadamente afundados, também incendiando a cidade. Eles atacaram a Ilha Natal dois dias depois enquanto voltavam para a Baía de Staring, chegando no dia 11 para reabastecerem.

### Oceano Índico

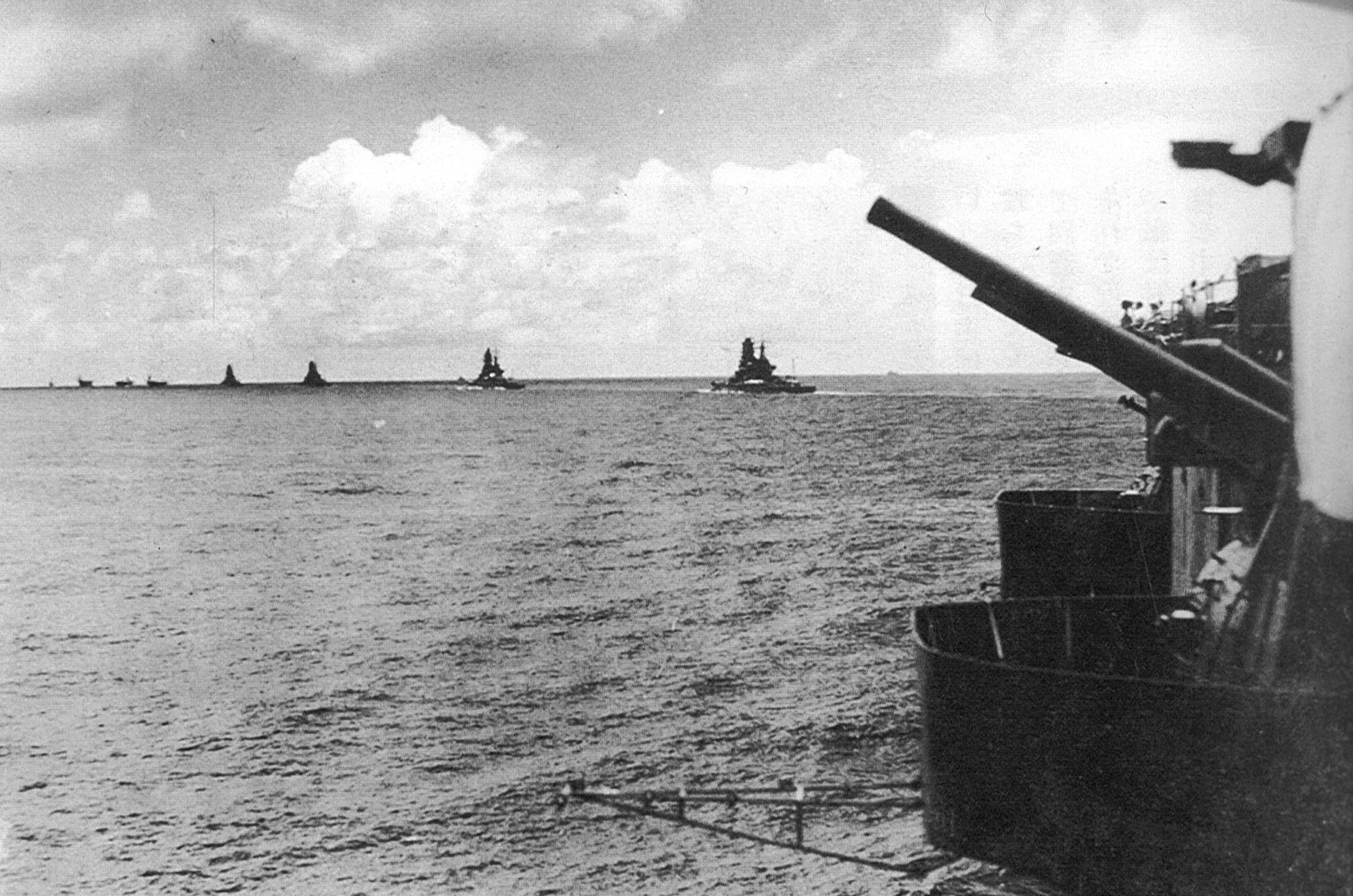
A força japonesa seguindo para o Oceano Índico em 30 de março de 1942; o Sōryū é o segundo navio da linha

Os cinco porta-aviões da 1ª Frota Aérea partiram da Baía de Staring em 26 de março de 1942. Eles foram avistados por um Catalina na manhã de 4 de abril a 350 milhas náuticas (650 quilômetros) ao sudoeste de Ceilão. Nagumo aproximou-se até 120 milhas náuticas (220 quilômetros) de Colombo e lançou um ataque aéreo na manhã seguinte. O Sōryū contribuiu com dezoito B5N e nove Zero. Os pilotos de Zero reivindicaram terem abatido um Fairey Fulmar do Esquadrão Aeronaval 806 e outros sete caças, tendo perdido apenas um dos seus. Os D3A e B5N infligiram danos às instalações portuárias, porém o avistamento do dia anterior permitiu que a maioria dos navios no porto fossem evacuados antes dos ataques. Os cruzadores pesados britânicos HMS Cornwall e HMS Dorsetshire foram avistados mais tarde na mesma manhã e o Sōryū lançou dezoito D3A para atacá-los. Estas aeronaves foram a primeira onda de ataque e reivindicaram catorze acertos, afundando os dois navios junto com bombardeiros de mergulho lançados pelos outros porta-aviões.
O Sōryū lançou dezoito B5N com nove Zero em 9 de abril contra Trincomalee. Suas aeronaves foram as primeiras a bombardear o porto, enquanto os caças não encontraram aviões britânicos. Enquanto isso, um hidroavião do couraçado Haruna avistou o porta-aviões britânico HMS Hermes escoltado pelo contratorpedeiro australiano HMAS Vampire, com todos os D3A disponíveis sendo lançados para atacar os navios. O Sōryū contribuiu com dezoito bombardeiros de mergulho, porém estes chegaram muito tarde e em vez disso encontraram três outras embarcações mais ao norte. Eles afundaram o navio-petroleiro British Sergeant e o navio cargueiro norueguês Norviken, sendo em seguida atacados por oito Fulmar dos Esquadrões Aeronavais 803 e 806. Os pilotos da Marinha Real Britânica reivindicaram terem abatido três D3A e perdido dois Fulmar; os japoneses na realidade perderam quatro D3A e outros cinco foram danificados. Ao mesmo, o Akagi escapou por pouco de nove bombardeiros Bristol Blenheim vindos do Ceilão que tinham penetrado na patrulha de combate aéreo e lançaram suas bombas a 3,4 quilômetros de altura. O Sōryū tinha seis Zero no ar junto com catorze dos outros porta-aviões, com eles juntos tendo abatido cinco Blenheim e perdido um caça próprio. A 1ª Frota Aérea mudou seu curso e seguiu para o sul em direção ao Estreito de Malaca, recuperando suas aeronaves e prosseguindo de volta para o Japão.
O Sōryū, Akagi, Kaga e Hiryū, enquanto passavam pelo Canal de Bashi em 19 de abril no seu caminho de volta para o Japão, foram enviados para perseguirem os porta-aviões norte-americanos USS Enterprise e USS Hornet, que tinham lançado um ataque contra Tóquio. Os quatro não encontraram as embarcações, que tinham deixado a área e retornado para o Havaí. Os japoneses abandonaram a procura e chegaram na Ilha Hashira no dia 22. Os porta-aviões da Primeira e Segunda Divisões estavam nesse altura em operações constantes a quatro meses e meio, sendo rapidamente reabastecidos em preparação para próxima grande operação, planejada para começar em um mês. O grupo aéreo do Sōryū ficou nesse período baseado em terra na vizinha Kasanohara realizando treinamentos de voo e armas com outras unidades da 1ª Frota Aérea.

### Midway
O almirante Isoroku Yamamoto, o comandante da Frota Combinada, preocupado pelos recentes ataques de porta-aviões norte-americanos nas Ilhas Marshall, Salamaua–Lae e Tóquio, ficou determinado em forçar a Marinha dos Estados Unidos para uma batalha a fim de eliminar a ameaça de porta-aviões. Ele decidiu invadir e ocupar o Atol Midway, uma ação que certamente atrairia os porta-aviões norte-americanos para uma batalha. Os japoneses chamaram essa ação de Operação MI. A Primeira e Segunda Divisões de Porta-Aviões partiram em 25 de maio. O complemento de aeronaves do Sōryū tinha dezoito Zero, dezesseis D3A e dezoito B5N, além de dois protótipos do novo bombardeiro de mergulho Yokosuka D4Y. Também abordo estavam três Zero da 6ª Unidade de Aviação Militar, que formariam parte da guarnição aérea de Midway após a ocupação.
A frota japonesa se posicionou a aproximadamente 250 milhas náuticas (460 quilômetros) ao noroeste de Midway às 4h45min de 4 de junho. O Sōryū lançou dezoito B5N com uma escolta de nove Zero para participarem do ataque inicial de 108 aeronaves contra o campo de pouso da Ilha Oriental. Esse grupo aéreo sofreu grandes perdas durante o ataque: um B5N foi abatido por caças, outros dois foram forçados a pousarem na água no caminho de volta, mas suas tripulações foram resgatadas, e cinco foram danificados sem possibilidade de reparo, com um destes tendo pousado no Hiryū. Os japoneses não sabiam que os norte-americanos tinham quebrado sua cifra e descoberto sobre a Operação MI, tendo preparado uma emboscada usando seus três porta-aviões disponíveis, Enterprise, Hornet e USS Yorktown, que se posicionaram ao nordeste de Midway.
O Sōryū também contribuiu com três Zero para o total de onze que foram inicialmente designados para a patrulha de combate aéreo sobre os porta-aviões. O navio tinha seis caças no ar às 7h00min que ajudaram a defender a 1ª Frota Aérea do primeiro ataque norte-americano vindo de Midway, que começou dez minutos depois. Seis torpedeiros Grumman TBF Avenger do Esquadrão de Torpedos 8 da Marinha dos Estados, que tinham sido temporariamente destacados do Hornet para Midway, mais quatro bombardeiros Martin B-26 Marauder do Corpo Aéreo do Exército dos Estados Unidos, armados com torpedos, atacaram os japoneses. Os Avenger foram atrás do Hiryū enquanto os Marauder atacaram o Akagi. Os trinta Zero em patrulha de combate aéreo nesse momento foram imediatamente atrás dos aviões norte-americanos, abatendo cinco Avenger e dois Marauder. Os sobreviventes lançaram seus torpedos, mas todos erraram. O Sōryū lançou outros três Zero às 7h10min para reforçar a patrulha de combate aéreo.
Nagumo ordenou às 7h15min que os B5N do Akagi e Kaga fossem rearmados com bombas para mais um ataque contra Midway. Esse processo foi limitado pelo número limitado de carrinhos e elevadores de munição, que impediam que os torpedos fossem armazenados no convés inferior até depois de todas as bombas terem sido tiradas de seu depósito, montadas e presas nas aeronaves. Esse processo normalmente durava uma hora e meia; mais tempo seria necessário para levar os aviões ao convés e esquentá-los para o lançamento. Nagumo cancelou sua ordem por volta das 7h40min quando recebeu mensagem de uma de suas aeronaves de reconhecimento informado que navios norte-americanos tinham sido avistados. Os primeiros seis Zero do Sōryū que estavam em patrulha de combate aéreo ficaram sem munição e pousaram às 7h30min.

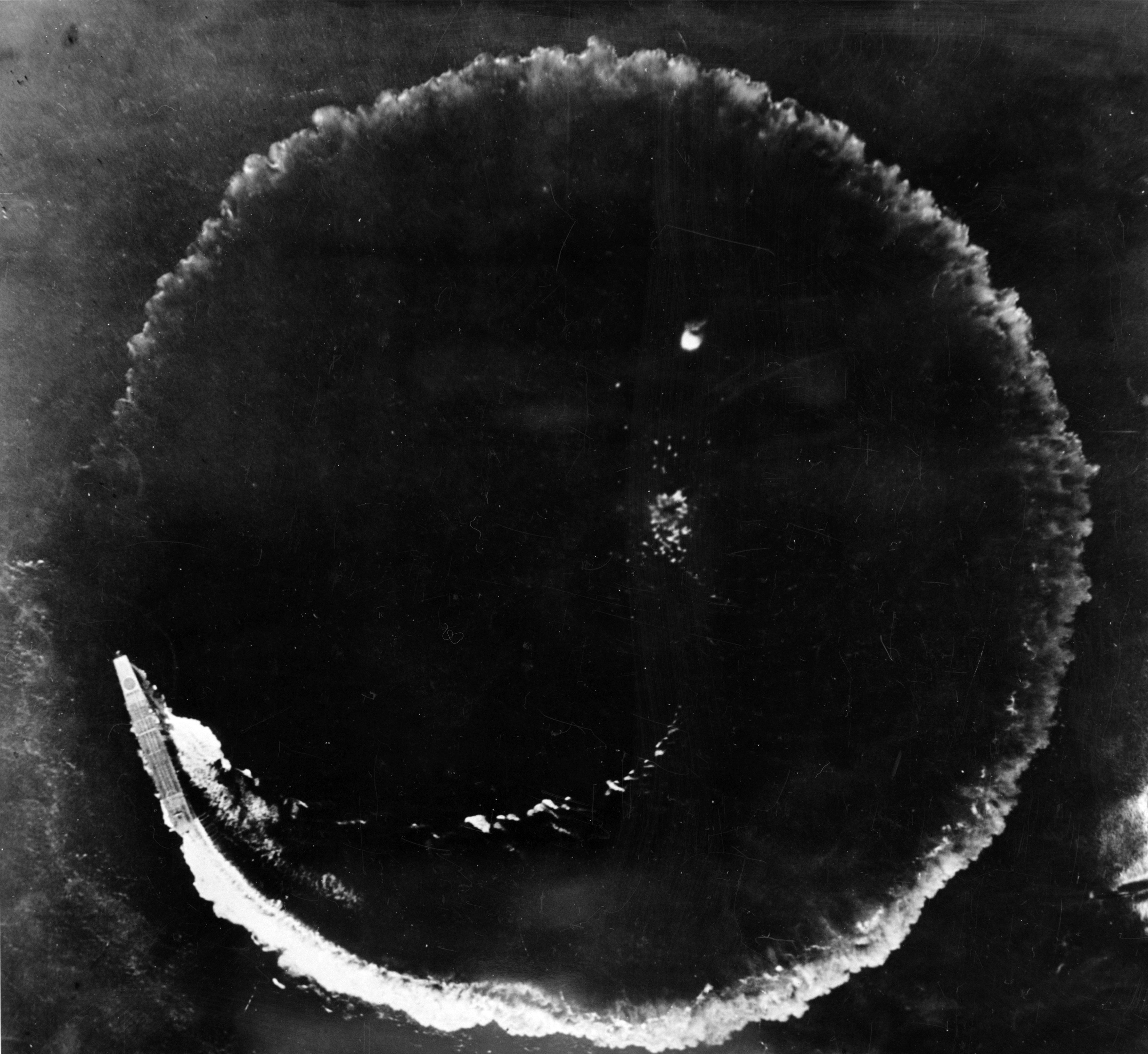
O Sōryū realizando manobras evasivas para escapar do ataque de bombardeiros Flying Fortress em 4 de junho de 1942 durante a Batalha de Midway

O próximo ataque vindo de Midway chegou às 7h55min, composto por dezesseis bombardeiros de mergulho Douglas SBD Dauntless do Esquadrão Batedor 241 de Bombardeiros dos Fuzileiros Navais. Três caças do Sōryū em patrulha de combate aéreo estavam entre os nove que atacaram essas aeronaves, abatendo seis enquanto tentavam planar e bombardear o Hiryū; todos erraram. Mais ou menos no mesmo momento, doze bombardeiros pesados Boeing B-17 Flying Fortress do Corpo Aéreo do Exército atacaram os porta-aviões a uma altitude de 6,1 quilômetros. Esta enorme altitude deu tempo para que os navios japoneses antecipassem onde as bombas iriam cair e manobrassem para longe das áreas de impacto. Quatro Flying Fortress atacaram o Sōryū, mas todos erraram.
A patrulha de combate aéreo também derrotou o ataque seguinte de Midway, abatendo três dos onze bombardeiros de mergulho Vought SB2U Vindicator do Esquadrão 241, que atacaram o Haruna a partir de 8h30min. Apesar de todos os ataques norte-americanos até aquele momento terem causado danos mínimos, eles mantiveram os porta-aviões desequilibrados enquanto Nagumo tentava preparar uma resposta para a informação do avistamento de porta-aviões inimigos ao nordeste, recebida por volta das 8h20min. O Sōryū lançou um de seus D4Y às 8h30min em uma missão para confirmar a localização dos navios norte-americanos.
O Sōryū começou a recolher a força de ataque às 8h40min e esse processo terminou meia-hora depois. As aeronaves recém-chegadas foram rapidamente levadas para os hangares e a tripulação começou a prepara-las para um ataque contra os navios norte-americanos. Essas preparações foram interrompidas às 9h18min, quando a primeira onda de ataque dos porta-aviões norte-americanos começou. Esta consistia em quinze torpedeiros Douglas TBD Devastator do Esquadrão de Torpedos 8 do Hornet. Os três Zero do Sōryū ainda no ar pousaram aproximadamente às 9h30min, quando os norte-americanos tentaram um ataque contra o porta-aviões, mas outros três caças da escolta do ataque a Midway ainda estavam voando e juntaram-se à patrulha para caçarem os Devastator. Todos os aviões inimigos foram abatidos, com apenas um aviador sobrevivendo.
Pouco depois, catorze Devastator do Esquadrão de Torpedos 6 do Enterprise atacaram. Estes tentaram prensar o Kaga, porém a patrulha de combate aéreo, reforçada por três Zero lançados do Sōryū às 9h45min, abateu dez dos torpedeiros, com o Kaga desviando dos torpedos. Mais três Zero do Sōryū foram para o ar às 10h00min, seguidos por mais três quinze minutos depois quando o Esquadrão de Torpedos 3 do Yorktown foi avistado. Um caça Wildcat que escoltava o Esquadrão 3 foi abatido por um desses Zero.
Enquanto o Esquadrão 3 atacava o Hiryū, bombardeiros de mergulho norte-americanos chegaram sobre os porta-aviões japoneses praticamente sem serem detectados e começaram seus mergulhos. Segundo os historiadores Jonathan Parshall e Anthony P. Tully, foi nesse momento, por volta das 10h20min, que as "defesas aéreas japonesas finalmente e catastroficamente falhariam". O Sōryū foi atacado às 10h25min por dezesseis Dauntless do Esquadrão de Bombardeio 3 do Yorktown. O porta-aviões foi atingido por três bombas de 455 quilogramas: uma explodiu no  hangar inferior à meia-nau, enquanto as outras duas explodiram no hangar superior na proa e popa. Os hangares estavam cheios de aeronaves armadas e abastecidas, resultando em explosões secundárias e na ruptura de encanamentos de vapor nas salas das caldeiras. O incêndio rapidamente ficou fora de controle. A embarcação parou de se mover às 10h40min e cinco minutos depois sua tripulação recebeu ordens de abandonar o navio. Os contratorpedeiros Isokaze e Hamakaze resgataram os sobreviventes. O Sōryū continuou queimando até o anoitecer sem mostrar sinais de que estava afundando, assim o Isokaze recebeu ordens para afundá-lo com torpedos a fim de liberar os contratorpedeiros para uma possível operação noturna. O porta-aviões afundou às 19h15min. Sua tripulação sofreu 711 mortos de um total de 1 103, incluindo Yanagimoto, que escolheu afundar com o navio. Esta foi a mais alta porcentagem de mortalidade de todos os porta-aviões japoneses em Midway.
A perda do Sōryū, Akagi, Kaga e Hiryū, dois terços dos porta-aviões de grande porte do Japão e o núcleo mais experiente da 1ª Frota Aérea, foi uma enorme derrota estratégica e muito contribuiu para a eventual derrota japonesa na guerra. A Marinha Imperial, em uma tentativa de esconder sua perda do povo japonês, não removeu a embarcação imediatamente do registro de navios, listando-o apenas como "não-tripulado" até ser finalmente tirado dos registros em 10 de agosto. Muitos dos sobreviventes foram transferidos para unidades na linha de frente sem que pudessem entrar em contato com familiares. Alguns dos feridos ficaram em quarentena em hospitais por quase um ano.